# 粟屋元貞
粟屋 元貞（あわや もとさだ）は、戦国時代から江戸時代にかけての武将。毛利氏の譜代家臣で長州藩士。知行は1600石。父は粟屋元利。父の兄である粟屋元種の養子となる。

## 生涯
永禄6年（1563年）、毛利氏の譜代家臣である粟屋元利の次男として生まれ、毛利輝元、秀就の二代に仕えた。
天正8年（1580年）4月14日、元貞の伯父である粟屋元種の嫡男・元信が輝元の備中出陣において先鋒部隊の将を務めたが、備中国下加茂の山中において伊賀久隆の強襲を受け戦死した。元信の戦死によって元種の後継がいなくなったため、元貞が元種の養子となって家督を相続した。
天正16年（1588年）、毛利輝元に従って上洛し、同年7月26日に従五位下・右近大夫に任官し、豊臣姓を与えられる。また、慶長6年（1601年）5月8日に輝元から「九郎右衛門尉」の官途名を与えられ、慶長17年（1612年）11月9日には秀就から「肥後守」の受領名を与えられた。
寛永2年（1625年）8月13日の御配所付立によると、周防国熊毛郡大河内村1400石と長門国大津郡日置村の内の200石、合計1600石が元貞に与えられている。
寛永7年（1630年）3月8日に死去。享年68。子の粟屋元重（九郎右衛門）が家督を継いだ。